# Augustin-Eugène Berque
Augustin-Eugène Berque, né le 11 mars 1884 à Nay (Pyrénées-Atlantiques) et mort le 11 septembre 1946 au même endroit, est un islamologue et fonctionnaire français.

## Biographie
Né d'un père officier de cavalerie et fervent républicain, et d'une mère bonapartiste, Augustin-Eugène Berque suit la carrière militaire de son père et vit à Mascara en Algérie avec sa famille. Auguste-Eugène Berque, de santé fragile, est empêché de suivre ses parents en Indochine où son père meurt en 1903.
Il adhère à l'Action française et entretient une correspondance avec Charles Maurras tout en étant partisan de Dreyfus.
Il travaille un temps comme surveillant de lycée des garçons d'Oran le temps d'obtenir le concours administratif des affaires indigènes.
À Oran, il épouse Florentine Migon, une des descendantes d'un soldat de Giuseppe Garibaldi.
Il commence sa carrière avec un poste d'administrateur adjoint à l'Ouarsenis puis est muté à Frenda où naît son fils Jacques en 1910. Durant son séjour, il rencontre des Bachagas, des cheikhs et des marabouts. Il expérimente tout au long de sa carrière « une politique indigène fondée sur la valorisation de la paysannerie et de l'artisanat algériens ».
À la fin de la Première Guerre mondiale, Auguste-Eugène Berque est promu à Alger où il conclut sa carrière en tant que directeur général des Affaires indigènes.
En 1926, il devient pendant plus de vingt ans le trésorier de la Société historique algérienne.
C'est notamment un admirateur de l'émir Abdelkader, de Moïse Maïmonide et des mystiques anglais du XVIIe siècle. Il est un ami de Ferhat Abbas et Messali Hadj. Grand lecteur de littérature classique gréco-romaine mais également allemande, anglaise, arabe et russe, il maîtrise les auteurs Auguste Comte, Christine de Pizan, Isabelle Eberhardt, Karl Marx, Ernest Renan, George Sand et Émile Zola. Auguste-Eugène Berque est également passionné par la culture algérienne sur laquelle il écrit plusieurs livres d'histoire de l'art dont Algérie, terre d'art et d'histoire publié en 1937.
Favorable au dialogue avec l'Islam, il supervise la construction de la Grande Mosquée de Paris entre 1922 et 1926. À l'issue des travaux, la Légion d'honneur lui est proposée une première fois, mais il l'accepte seulement en 1938.
Pendant la Seconde Guerre mondiale, il organise secrètement la visite du Comte de Paris à Alger au cours de laquelle un désaccord divise les deux hommes. En 1941, Augustin-Eugène Berque est nommé à la tête de la nouvelle sous-direction des Affaires musulmanes et des territoires du sud en remplacement de Louis Milliot. Il prend sa retraite en août 1945. 

## Distinctions
- Chevalier de la Légion d'honneur en 1938

## Publications
- Les arts indigènes algériens en 1924 (1924)
- Art antique et art musulman en Algérie (1930)
- L'habitation de l'indigène algérien (1936)
- L'Algérie, terre d'art et d'histoire (1937)
- Écrits sur l'Algérie (1986)
- Augustin-Eugène Berque (préf. Julien Belmondo Caccia Berque), Le néo-wahabisme. Ses causes, ses réactions, Éditions du Cerf, 29 janvier 2018, 208 p. (ISBN 978-2-204-12141-5, lire en ligne)